# Piagnoni

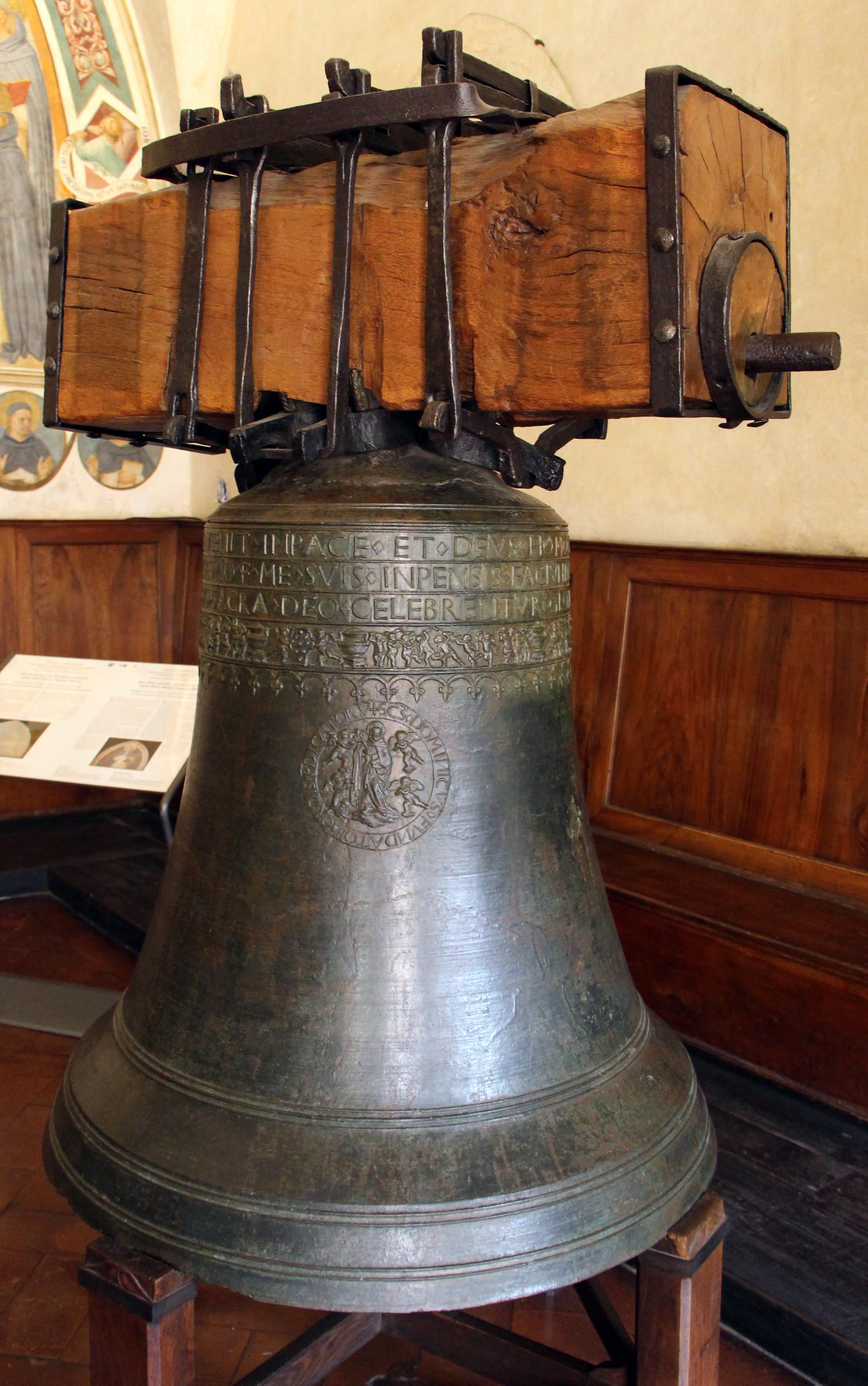
La campana "piagnona", che suonò per invitare il popolo a difendere Savonarola dall'arresto

A Firenze venivano chiamati Piagnoni i seguaci del frate domenicano Girolamo Savonarola dove "piagnoni" stava per "bigotti".

## Storia
Radunatisi intorno al frate già prima della morte di Lorenzo il Magnifico, furono acerrimi avversari dei Palleschi, partigiani dei Medici. Nel 1494 furono tra i fautori della cacciata di Piero de' Medici e della restaurazione della repubblica fiorentina perché contrari alla tirannia politica signoriale e favorevoli a un governo di larga partecipazione popolare. Nemici dei piaceri e della mondanità, ma anche generosi e votati alla carità verso il prossimo, sostenevano con Savonarola una riforma della Chiesa improntata alla più stretta austerità religiosa.
Perfetto esempio del rigorismo morale dei Piagnoni è il falò delle vanità del Carnevale del 1497 che Giorgio Vasari descrive così: 
Quando Savonarola perse la presa sui fiorentini e il popolo in armi si riversò al convento di San Marco per arrestarlo, i Piagnoni si asserragliarono nell'edificio per difenderlo: 
Nonostante la fine di Savonarola e il ritorno dei Medici in città i Piagnoni continuarono a lottare contro la signoria cittadina e ritornarono alla carica nel 1527 quando i Medici furono di nuovo espulsi da Firenze e per la seconda volta venne dichiarata la repubblica.
Marco Foscari, in quell'anno ambasciatore di Venezia a Firenze, in una relazione al Senato veneto ne traccia un profilo accurato:
Si dispersero definitivamente nel 1530 con il collasso militare dell'esperimento repubblicano e l'instaurazione del ducato di Alessandro de' Medici.